# Lašva
Pour les articles homonymes, voir Lašva (homonymie).
La Lašva est une rivière qui coule au centre de la Bosnie-Herzégovine. Elle a une longueur de 49,4 km. Elle est un affluent gauche de la Bosna.
La Lašva appartient au bassin versant de la mer Noire. Elle n'est pas navigable.

## Parcours
La Lašva a pour origine deux ruisseaux qui prennent leur source entre Jajce et Travnik, sur les pentes du massif de Radalj ; ces deux ruisseaux, la Karaulska Lašva, la « Lašva de Karaula », et la Komarska Lašva, la « Lašva de Komar », se rejoignent près de Turbe. Elle passe ensuite dans une vallée densément peuplée, traverse Travnik et Vitez. Après Travnik, elle reçoit sur sa gauche les eaux de la Bila puis, sur sa droite, celles de la Kozina. Elle se jette dans la Bosna au sud de la ville de Zenica.

## Histoire
Depuis l'Antiquité, la vallée de la Lašva constitue une importante voie de communication entre la vallée du Vrbas et celle de la Bosna ; elle offre aussi le chemin le plus court entre Banja Luka et Sarajevo, ce qui en fit un couloir stratégique. Elle fut peuplée par les Illyriens, puis conquise par les Romains, ainsi que l'attestent les vestiges d'une Vila rustica près de Novi Travnik.
Pendant la guerre de Bosnie-Herzégovine, la vallée fut le théâtre d'importants combats. Peuplée à la fois par des Croates et des Bosniaques, elle se trouvait à la frontière de zones contrôlées par les Serbes autour de Jajce. Dans le secteur, de nombreux civils bosniaques musulmans furent massacrés par le Conseil de défense croate (Hrvatsko vijeće obrane, HVO). Les forces croates étaient commandées par Tihomir Blaškić, qui fut jugé au cours du Procès de la vallée de Lašva par le Tribunal pénal international pour l'ex-Yougoslavie (TPY). De nombreuses populations quittèrent la vallée, mais elle est aujourd'hui de nouveau densément peuplée.